# Lago Zuai
Il lago Zuai (o Zway o Ziway, in amarico ዝዋይ ሐይቅ) è uno dei laghi della Rift Valley dell'Etiopia. Le sue acque sono relativamente dolci e pochissimo profonde. Questo lago è diviso da due brevi cordoni di terreno dal lago Sciala.
Il lago si trova circa 100 km a sud di Addis Abeba, al confine tra le regioni (o kililoch) di Oromia e delle Nazioni, Nazionalità e Popoli del Sud; i woreda che si affacciano sul lago sono Adami Tullu e Jido Kombolcha, Dugda Bora e Ziway Dugda. La città di Zuai si trova sulla riva occidentale del lago. Il lago è alimentato principalmente da due fiumi, il Meki da ovest e il Qatar da est, e ha come emissario il Bulbar che arriva nel lago Abijatta. Il bacino del lago ha una superficie di 7025 chilometri quadrati.
Il lago Zuai è lungo 31 chilometri e largo 20 km, con una superficie di 440 chilometri quadrati. Ha una profondità massima di 9 metri ed è ad un'altitudine di 1.636 metri . Secondo lo Statistical Abstract of Ethiopia for 1967/68, il lago Zuai è lungo 25 chilometri e largo 20 km, con una superficie di 434 chilometri quadrati. Ha una profondità massima di 4 metri ed è ad un'altezza di 1.846 metri  Contiene cinque isole, tra cui Debre Sina, Galila, Bird Island e Tulu Gudo, che ospita un monastero che si dice abbia ospitato l'Arca dell'Alleanza intorno al IX secolo.
Il lago è conosciuto per la sua popolazione di uccelli e ippopotami. Nel lago Zuai è praticata la pesca; secondo il ministero etiopico della pesca e dell'acquacoltura, ogni anno vengono sbarcate 2454 tonnellate di pesci, che il dipartimento stima è dell'83% del suo importo sostenibile .
Lungo le rive e sulle isole del lago Zuai vi abita l'etnia Zay. La tradizione afferma che quando il musulmano Aḥmad Grāñ b. Ibrāhīm conquistò l'Etiopia, i cristiani della zona si rifugiarono sulle sue isole. Più tardi furono isolati dal resto dell'Etiopia dal popolo Oromo, che si stabilì attorno al lago. All'epoca in cui Menelik II conquistò le terre attorno al lago, gli abitanti dei laghi furono "riscoperti" e risultò che avevano conservato sia la loro fede cristiana che un certo numero di manoscritti antichi.